# Duane Carter
Duane Carter (ur. 5 maja 1913 roku we Fresno w Kalifornii, zm. 7 marca 1993 roku w Indianapolis w Indiana) – amerykański kierowca wyścigowy.

## Wyniki w Formule 1
| Legenda oznaczeń w tabelach wyników Wyświetl szablon na nowej stronie | Legenda oznaczeń w tabelach wyników Wyświetl szablon na nowej stronie                                                                     |
| Oznaczenie                                                            | Wyjaśnienie |
| --------------------------------------------------------------------- | --- |
| Złoty                                                                 | Zwycięzca lub mistrzostwo |
| Srebrny                                                               | 2. miejsce lub wicemistrzostwo |
| Brązowy                                                               | 3. miejsce lub II wicemistrzostwo |
| Zielony                                                               | Ukończył, punktował (w klasyfikacji generalnej, gdy zdobył co najmniej jeden punkt na przestrzeni sezonu, poza trzema powyższymi opcjami) |
| Niebieski                                                             | Ukończył, nie punktował (w klasyfikacji generalnej, gdy nie zdobył co najmniej jednego punktu na przestrzeni sezonu)                      |
| Czerwony                                                              | Nie zakwalifikował się (NZ) |
| Czerwony                                                              | Nie prekwalifikował się (NPK) |
| Różowy                                                                | Nie ukończył (NU) |
| Różowy                                                                | Niesklasyfikowany (NS) (w klasyfikacji generalnej, gdy nie został sklasyfikowany w żadnym wyścigu sezonu)                                 |
| Czarny                                                                | Zdyskwalifikowany (DK) |
| Czarny                                                                | Wykluczony (WYK/EX) |
| Biały                                                                 | Nie wystartował (NW) |
| Biały                                                                 | Kontuzjowany (K/INJ) |
| Biały                                                                 | Wyścig odwołany (OD/C) |
| Bez koloru                                                            | Został wycofany (WYC/WD) |
| Bez koloru                                                            | Nie przybył (NP/DNA) |
| Bez koloru                                                            | Nie brał udziału w treningach (NT/DNP) |
| Bez koloru                                                            | Nie został zgłoszony (–) |
| Pogrubienie                                                           | Start z pole position |
| Kursywa                                                               | Najszybsze okrążenie wyścigu |
| †                                                                     | Nie ukończył, ale jego rezultat został zaliczony ze względu na przejechanie więcej niż 90% dystansu wyścigu.                              |
| *                                                                     | Sezon w trakcie |
| 1/2/3                                                                 | Punktowana pozycja w sprincie kwalifikacyjnym                                                                                             |
| Lista systemów punktacji Formuły 1                                    | |

| Rok  | Zespół                         | Bolid                    | Silnik         | Wyniki w poszczególnych eliminacjach | Wyniki w poszczególnych eliminacjach | Wyniki w poszczególnych eliminacjach | Wyniki w poszczególnych eliminacjach | Wyniki w poszczególnych eliminacjach | Wyniki w poszczególnych eliminacjach | Wyniki w poszczególnych eliminacjach | Wyniki w poszczególnych eliminacjach | Wyniki w poszczególnych eliminacjach | Wyniki w poszczególnych eliminacjach | Pozycja | Punkty |
| ---- | ------------------------------ | ------------------------ | -------------- | ------------------------------------ | ------------------------------------ | ------------------------------------ | ------------------------------------ | ------------------------------------ | ------------------------------------ | ------------------------------------ | ------------------------------------ | ------------------------------------ | ------------------------------------ | ------- | ------ |
| 1950 | Murrell Belanger               | Stevens                  | Offenhauser L4 | GBR                                  | MON                                  | 500                                  | SWI                                  | BEL                                  | FRA                                  | ITA                                  |                                      |                                      |                                      | NS      | 0      |
| 1950 | Murrell Belanger               | Stevens                  | Offenhauser L4 | -                                    | -                                    | 12                                   | -                                    | -                                    | -                                    | -                                    |                                      |                                      |                                      | NS      | 0      |
| 1951 | Mobiloil / Rotary Engineering  | Deidt Tuffanelli Derrico | Offenhauser L4 | SWI                                  | 500                                  | BEL                                  | FRA                                  | GBR                                  | GER                                  | ITA                                  | ESP                                  |                                      |                                      | NS      | 0      |
| 1951 | Mobiloil / Rotary Engineering  | Deidt Tuffanelli Derrico | Offenhauser L4 | -                                    | 8                                    | -                                    | -                                    | -                                    | -                                    | -                                    | -                                    |                                      |                                      | NS      | 0      |
| 1952 | Belanger Motors                | Lesovsky                 | Offenhauser L4 | SWI                                  | 500                                  | BEL                                  | FRA                                  | GBR                                  | GER                                  | HOL                                  | ITA                                  |                                      |                                      | 15      | 3      |
| 1952 | Belanger Motors                | Lesovsky                 | Offenhauser L4 | -                                    | 4                                    | -                                    | -                                    | -                                    | -                                    | -                                    | -                                    |                                      |                                      | 15      | 3      |
| 1953 | Bardahl / Ed Walsh             | Kurtis Kraft 4000        | Offenhauser L4 | ARG                                  | 500                                  | HOL                                  | BEL                                  | FRA                                  | GBR                                  | GER                                  | SWI                                  | ITA                                  |                                      | 13      | 2      |
| 1953 | Bardahl / Ed Walsh             | Kurtis Kraft 4000        | Offenhauser L4 | -                                    | 3†                                   | -                                    | -                                    | -                                    | -                                    | -                                    | -                                    | -                                    |                                      | 13      | 2      |
| 1954 | Automobile Shippers / Casaroll | Kurtis Kraft 500A        | Offenhauser L4 | ARG                                  | 500                                  | BEL                                  | FRA                                  | GBR                                  | GER                                  | SWI                                  | ITA                                  | ESP                                  |                                      | 23      | 1,5    |
| 1954 | Automobile Shippers / Casaroll | Kurtis Kraft 500A        | Offenhauser L4 | -                                    | 4*                                   | -                                    | -                                    | -                                    | -                                    | -                                    | -                                    | -                                    |                                      | 23      | 1,5    |
| 1955 | J. C. Agajanian                | Kuzma Indy Roadster      | Offenhauser L4 | ARG                                  | MON                                  | 500                                  | BEL                                  | HOL                                  | GBR                                  | ITA                                  |                                      |                                      |                                      | NS      | 0      |
| 1955 | J. C. Agajanian                | Kuzma Indy Roadster      | Offenhauser L4 | -                                    | -                                    | 11                                   | -                                    | -                                    | -                                    | -                                    |                                      |                                      |                                      | NS      | 0      |
| 1959 | Smokey Yunick                  | Kurtis Kraft 500H        | Offenhauser L4 | MON                                  | 500                                  | HOL                                  | FRA                                  | GBR                                  | GER                                  | PRT                                  | ITA                                  | USA                                  |                                      | NS      | 0      |
| 1959 | Smokey Yunick                  | Kurtis Kraft 500H        | Offenhauser L4 | -                                    | 7                                    | -                                    | -                                    | -                                    | -                                    | -                                    | -                                    | -                                    |                                      | NS      | 0      |
| 1960 | Thompson / Ensley & Murphy     | Kuzma Indy Roadster      | Offenhauser L4 | ARG                                  | MON                                  | 500                                  | HOL                                  | BEL                                  | FRA                                  | GBR                                  | PRT                                  | ITA                                  | USA                                  | NS      | 0      |
| 1960 | Thompson / Ensley & Murphy     | Kuzma Indy Roadster      | Offenhauser L4 | -                                    | -                                    | 12                                   | -                                    | -                                    | -                                    | -                                    | -                                    | -                                    | -                                    | NS      | 0      |

† – bolid współdzielony z Samem Hanksem
* – bolid współdzielony z Troyem Ruttmanem